# Pohonné látky

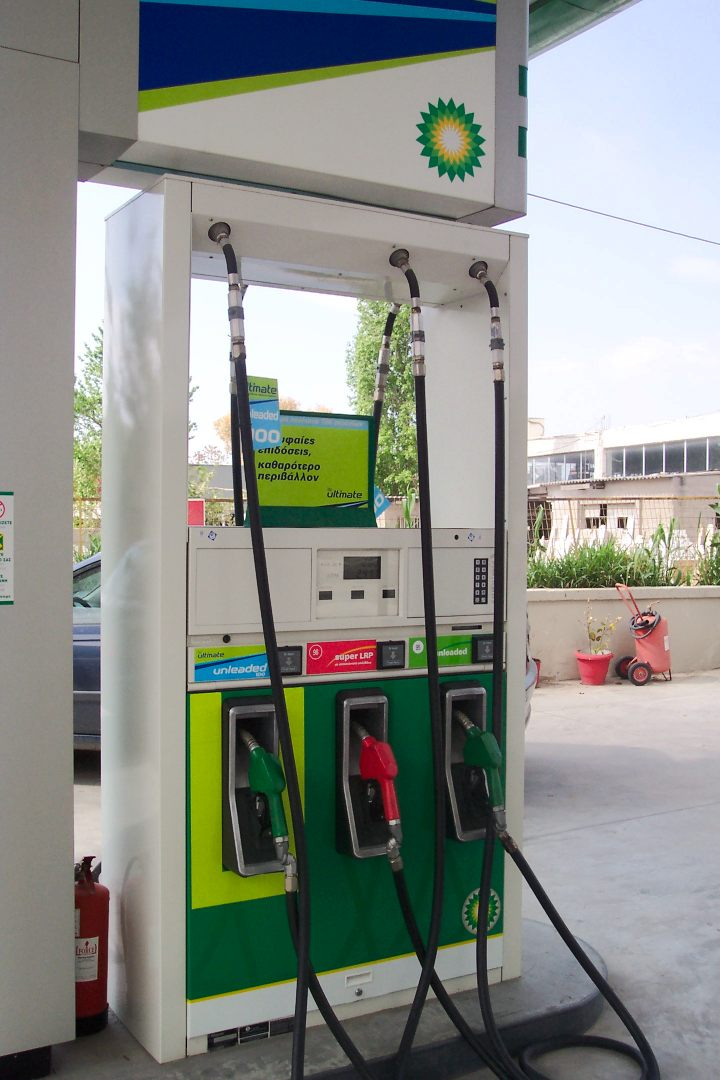
Pohonné hmoty se prodávají u benzínové pumpy

Pohonné látky nebo pohonné hmoty jsou látky, které se používají k pohonu tepelných motorů (např. spalovací motor, raketový motor, plynová turbína apod.). Nejčastěji se jedná o směsi uhlovodíků v kapalném nebo plynném skupenství. V motoru se přeměňuje při spalování pohonné hmoty jejich chemická energie na energii pohybovou. Někdy se pohonná látka označuje i výrazem palivo.

## Pohonné látky
- Benzín
- Motorová nafta
- Letecký petrolej
- Zemní plyn
- Propan-butan
- Raketové palivo
- Vodík

## Označení
V Evropské unii od 12. října 2018 platí předpis o označování pohonných hmot, jehož účelem je sjednotit značení na a čerpacích stanicích a pomoci tak motoristům rozeznat jednotlivé druhy paliv, protože v každé zemi je jiný obchodní název daného paliva. Dále by to mělo zamezit  problémům při změně paliva nebo při nervozitě řidiče, že omylem použil jinou tankovací pistoli.
- Benzinová paliva

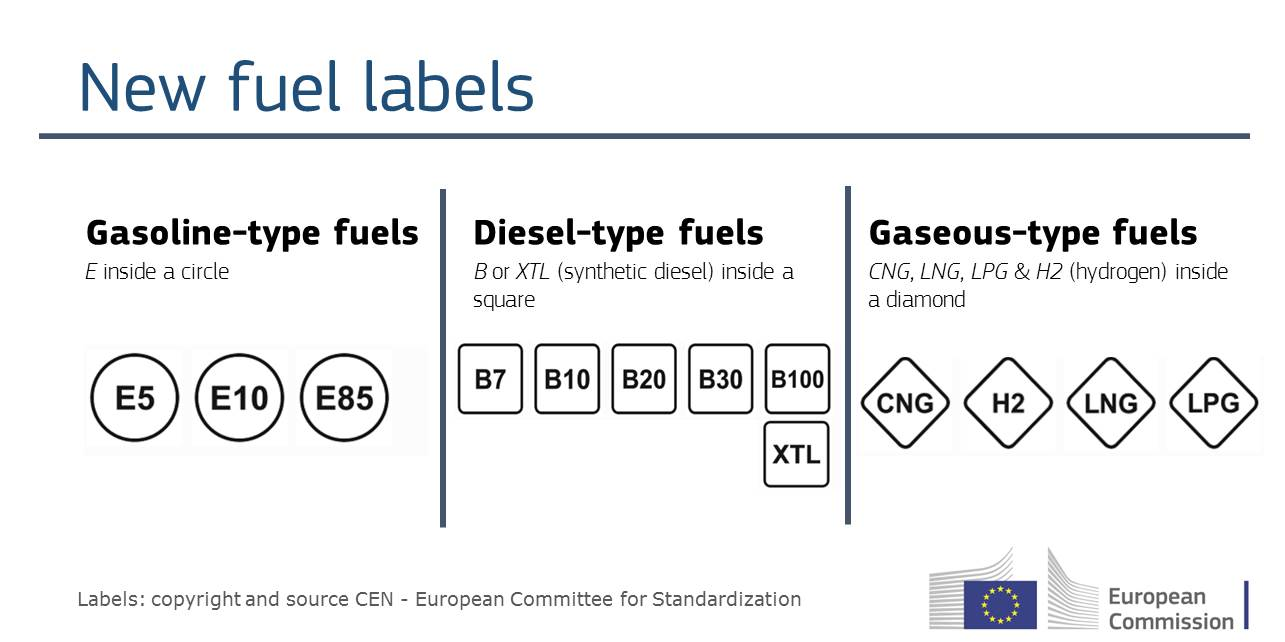
Symboly používané pro označování paliv na čerpacích stanicích v EU

  - tvar identifikačního štítku je kruh
  - číslo za písmenem E představuje maximální podíl biosložky přítomné v benzínu (v %)
  - běžný automobilový benzín (Natural 95/98) má označení E5
- Naftová paliva
  - tvar identifikačního štítku je čtverec
  - číslo za písmenem B představuje podíl biosložky přítomné v naftě (v %)
  - běžná motorová nafta má označení B7
  - XTL je označením pro syntetickou naftu
- Plynná paliva
  - tvar identifikačního štítku je čtverec postavený na roh (chybně označován jako kosočtverec)
  - CNG - stlačený zemní plyn (metan)
  - LNG - zkapalněný zemní plyn (metan)
  - LPG - zkapalněný ropný plyn (propan-butan)
  - H2 - vodík